# Territet
Territet ist ein Dorf im Schweizer Kanton Waadt und gehört zur politischen Gemeinde Montreux.

## Geographie und Verkehr

Luftbild von 1968

Territet (400 m ü. M.) liegt beinahe am östlichsten Punkt des Genfersees südöstlich des Zentrums von Montreux. Das Gelände steigt hier direkt vom See (374 m ü. M.) sehr steil bis zum Rochers de Naye (2042 m ü. M.) auf. Ein Kilometer südlich liegt das Schloss Chillon.
Das Dorf hat einen Bahnhof an der Simplonstrecke.
Die Hauptstrasse 9 führt durch den Ort. Darauf verkehrt die Oberleitungsbuslinie 201 der Transports publics Vevey–Montreux–Chillon–Villeneuve.
Auf einer Terrasse über dem Dorf liegt das Dorf Glion (700 m ü. M.), das mit Terret über die Standseilbahn Territet–Glion verbunden ist. Dort besteht Anschluss an die Montreux–Territet–Glion–Rochers-de-Naye-Bahn (MTGN), die über das Dorf Caux (1048 m ü. M.) auf den Rochers de Naye führt.
Es gibt eine Schiffanlegestation der Compagnie Générale de Navigation sur le Lac Léman beim Port de Territet.

## Geschichte
Das Dorf Territet, das bis 1618 Tarritet hiess, bestand im Jahre 1693 aus fünf Häusern und gehörte zur Pfarrei Montreux. Durch das Aufkommen des Tourismus in der Mitte des 19. Jahrhunderts erlebte das Dorf einen Aufschwung. Das erste Grand Hotel der Region entstand in Territet:

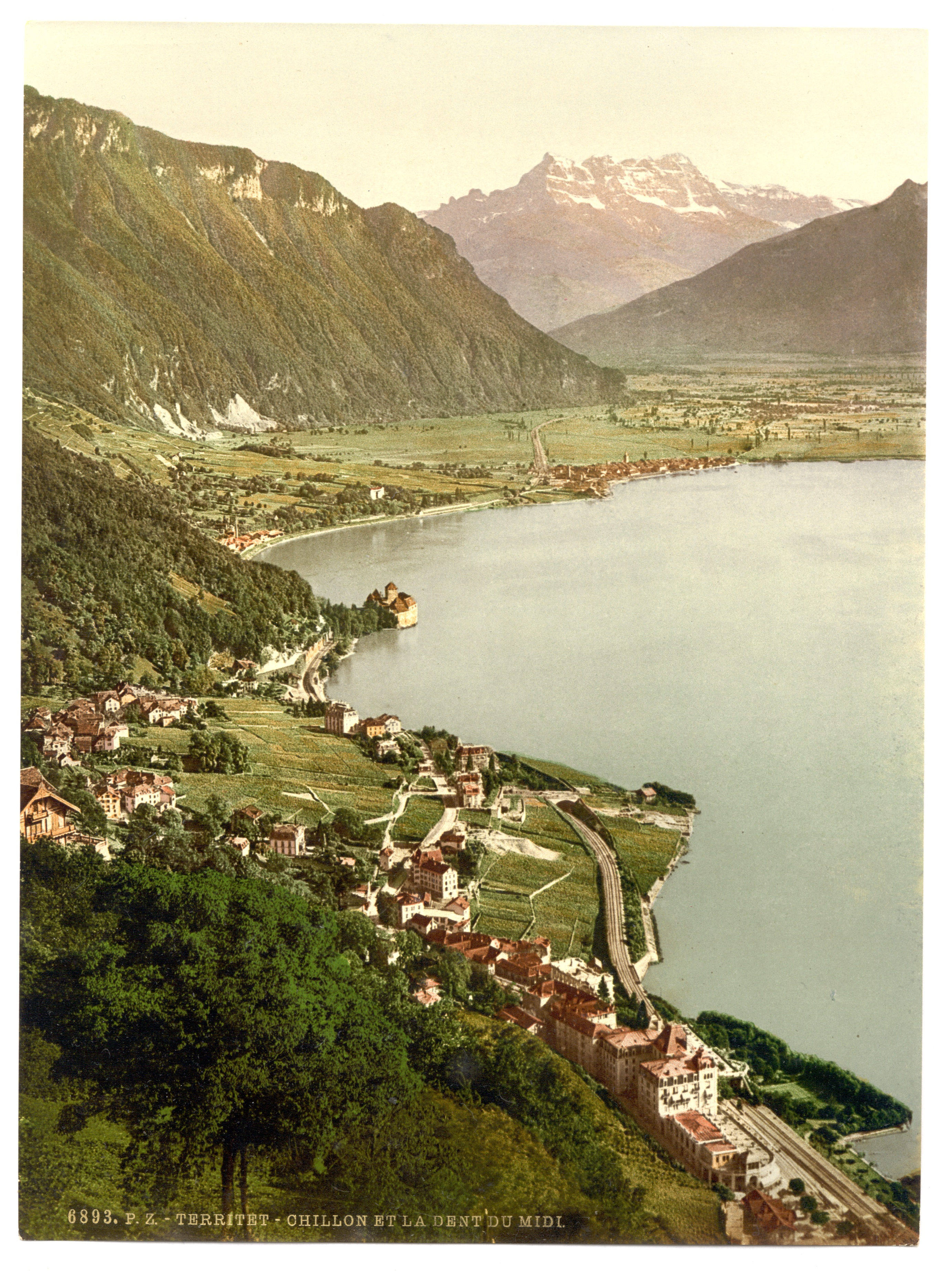
Territet und das Schloss Chillon zwischen 1890 und 1900

Ami Chessex, der Hotelier und Politiker, der zusammen mit seinem Schwager Alexandre Emery für die rasche Aufwertung von Montreux verantwortlich war, liess 1841 aus der bescheidenen Herberge «Chasseur des Alpes» das «Hôtel des Alpes» errichten, das 1855 fertiggestellt wurde. Später wurde daraus das «Grand Hôtel et Hôtel des Alpes», das 1888 erneut fertiggestellt und in den Jahren 1895, 1904 und 1911 neu gebaut wurde. Viele Adlige besuchten den Ort, unter anderem Elisabeth von Österreich-Ungarn, die viermal (zwischen 1893 und 1898) in Territet zu Besuch war und für die im Jahre 1902 ein Denkmal errichtet wurde. Auch Franz Joseph I. besuchte den Ort im Jahre 1893.
Mit der touristischen Entwicklung wurde auch die Infrastruktur ausgebaut: Im Jahre 1861 wurde die Bahnstation der Simplonlinie gebaut, im Jahre 1866 eine Schifflände, im Jahre 1883 die Standseilbahn und im Jahre 1910 eine weitere Standseilbahn Territet–Mont Fleuri. 1874 wurde in Territet eine englische Kirche St. John’s Church gebaut.
Bis 1961 gehörte Territet zu Les Planches, das dann mit anderen zur politischen Gemeinde Montreux fusionierte.
Die Band Deep Purple nahm 1971 im Grand Hôtel Teile ihres Albums Machine Head auf, darunter Smoke on the Water.

## Persönlichkeiten
- Ami Chessex (1840–1917), Unternehmer und Politiker
- Claude Nobs (1936–2013), Mitbegründer des Montreux Jazz Festival
- Viktor Rutz (1913–2008), Maler und Plakatkünstler
- Emil Steinberger (* 1933),  Komiker[2]

## Bilder

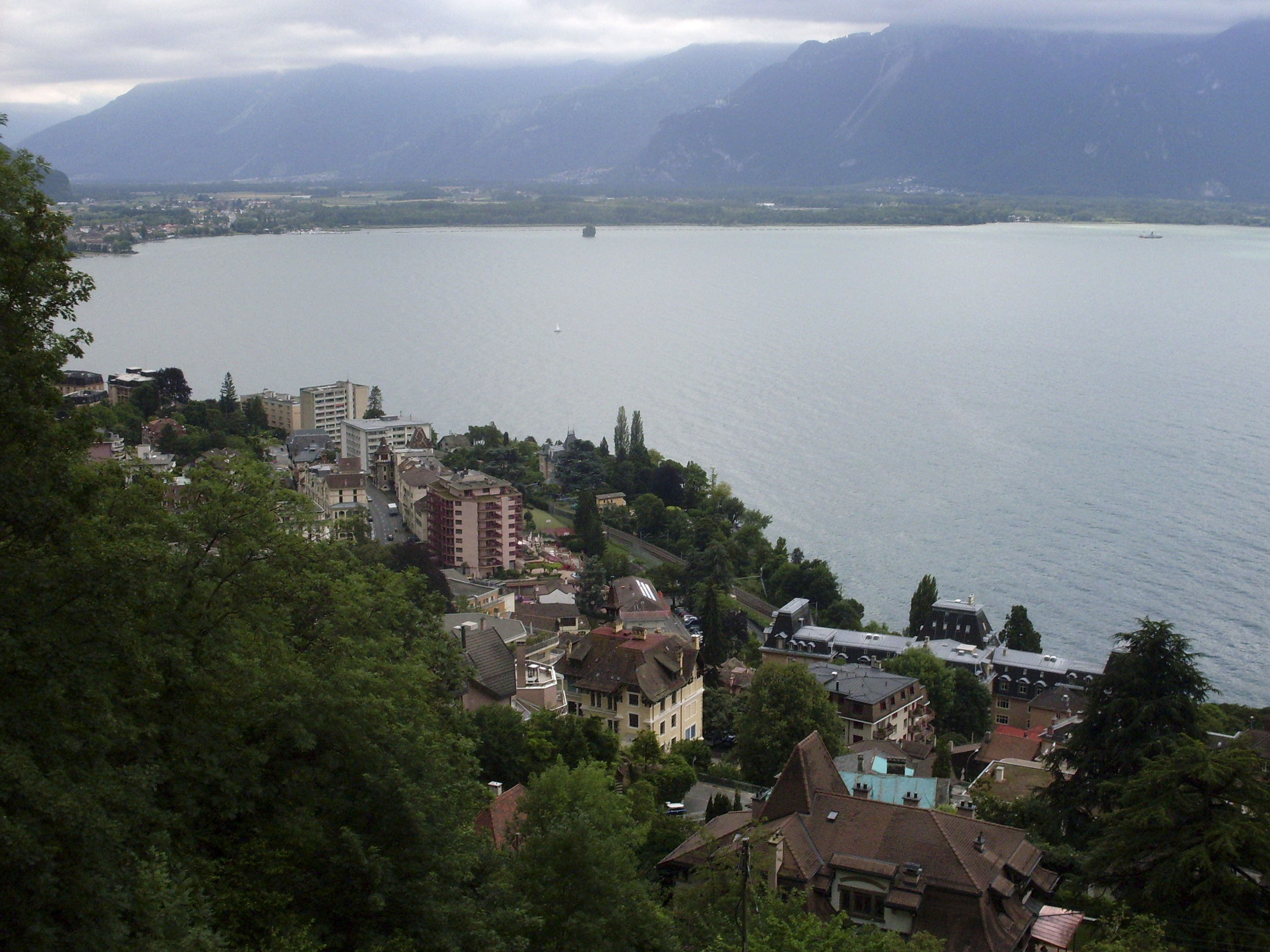
Territet am Ufer des Sees
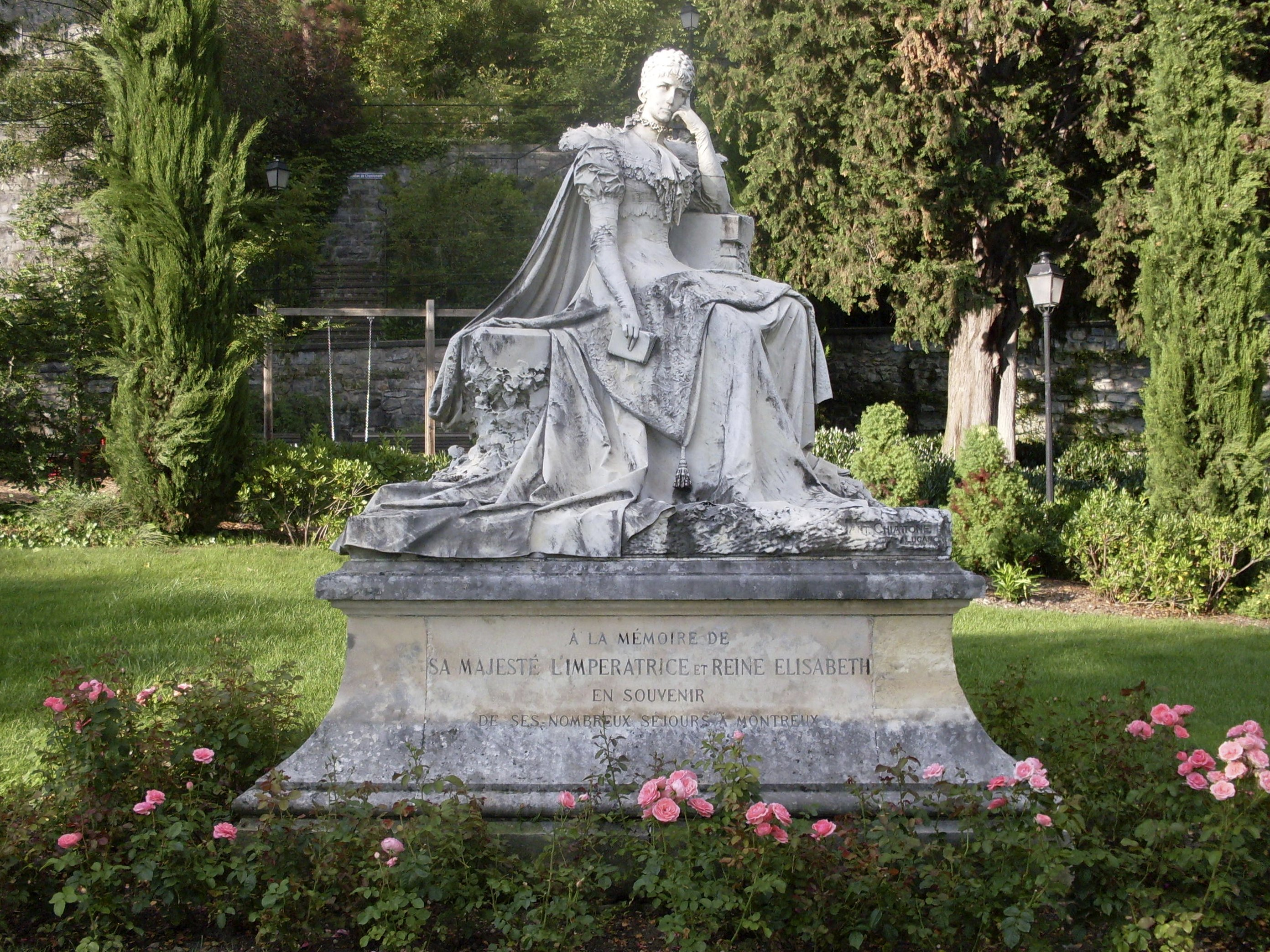
Statue von Elisabeth von Österreich-Ungarn («Sissi»)
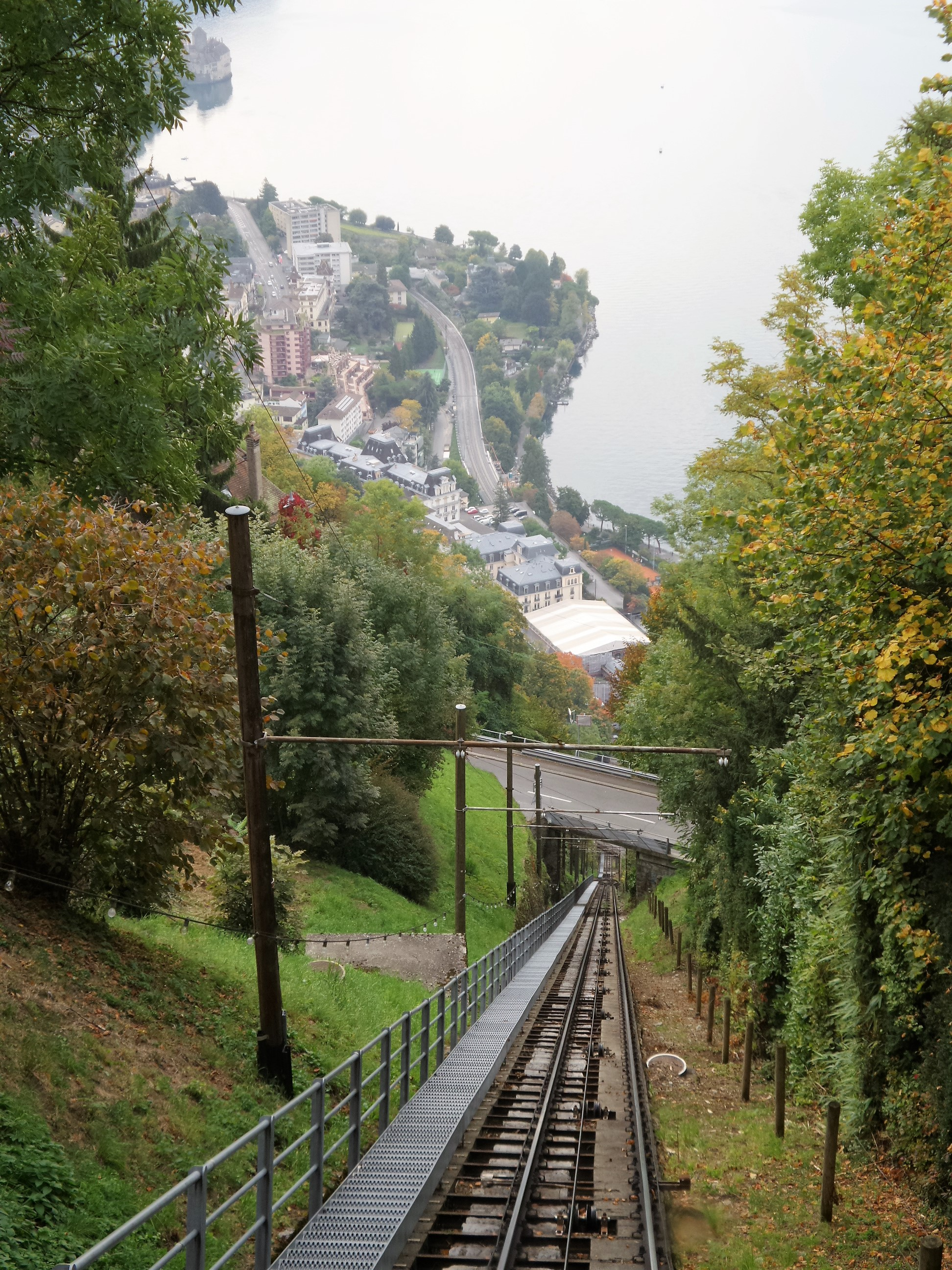
Blick von Glion die Standseilbahn hinab
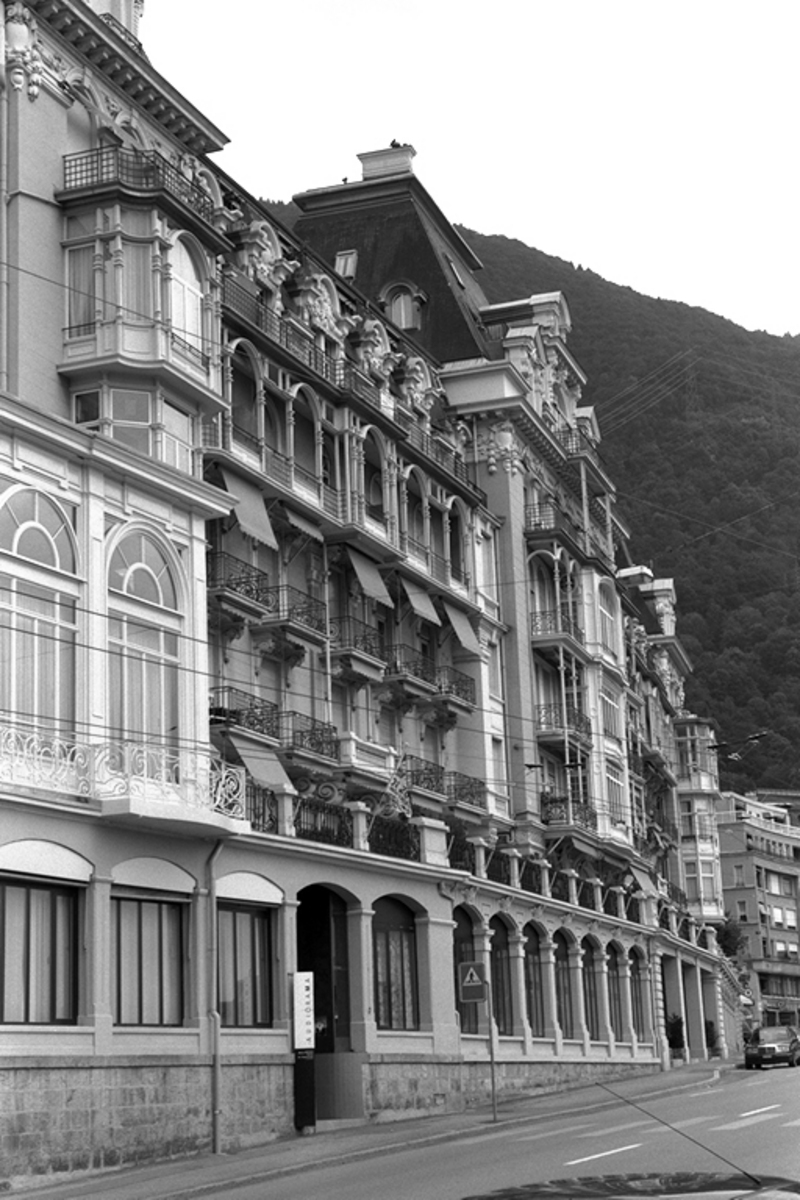
Das «Grand Hôtel et Hôtel des Alpes»
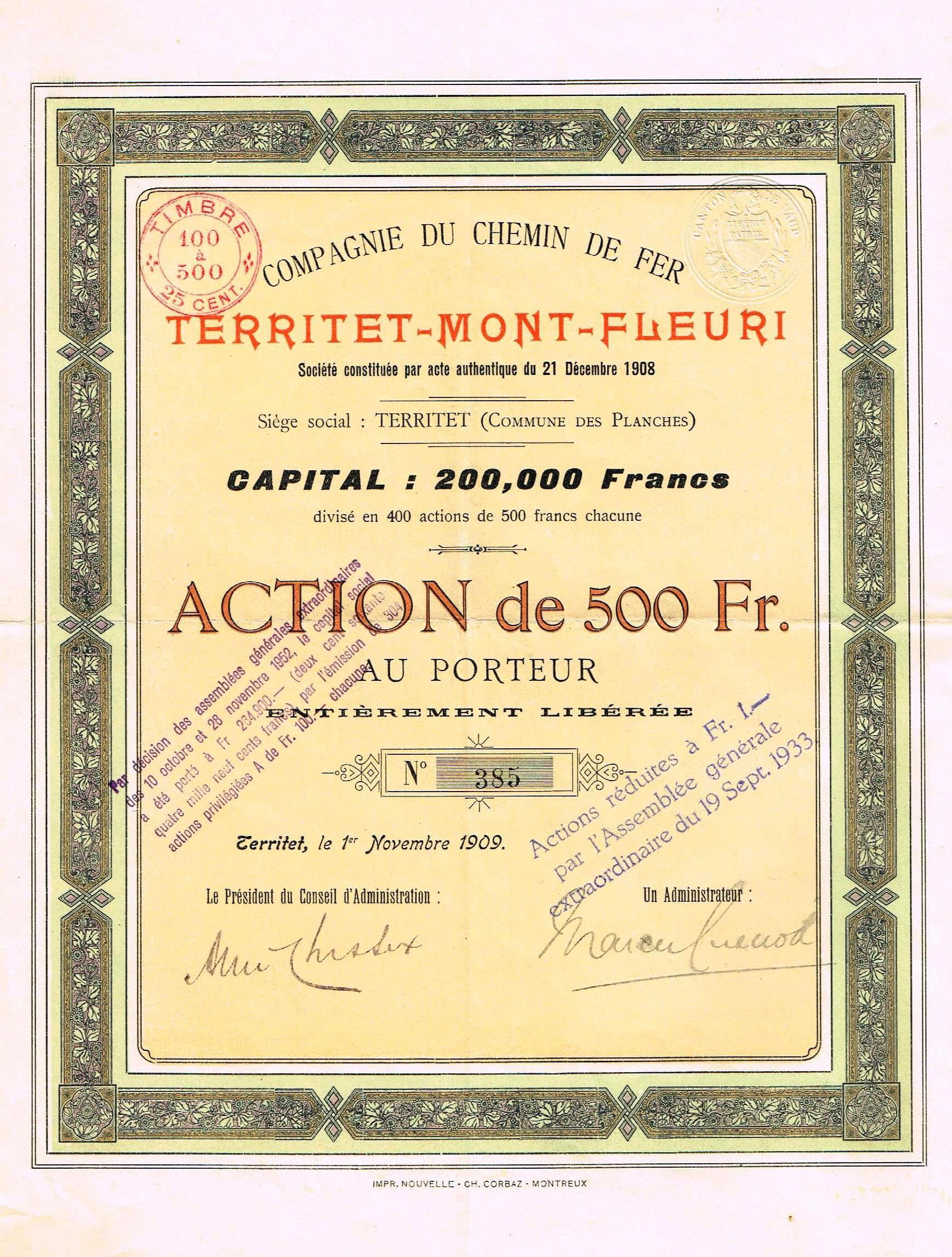
Aktie der Compagnie du Chemin de fer Territet–Mont-Fleuri vom 1. November 1909